# Seznam brazilskih dirkačev
Seznam brazilskih dirkačev.

## B
- Rubens Barrichello (1972-; Formula 1)
- Enrique Bernoldi, (1978-; Formula 1 in Indy Racing League)
- Raul Boesel, (1957-; Formula 1, Indy Racing League in Champ Car)

## C
- Hélio Castroneves, (1975-; Indy Racing League)

## D
- Pedro Paulo Diniz (1970-; Formula 1)

## F
- Christian Fittipaldi, (1971-; Formula 1 in Champ Car)
- Emerson Fittipaldi, (1946-; Formula 1 in Indy Racing League)
- Wilson Fittipaldi (1943-; Formula 1)

## G
- Maurício Gugelmin, (1963-; Formula 1 in Champ Car)

## M
- Felipe Massa, (1981-; Formula 1)
- Cristiano da Matta, (1973-; Formula 1 in Champ Car)
- Roberto Moreno, (1959-; Formula 1, Indy Racing League in Champ Car)

## N
- Felipe Nasr (1992-; Formula 1)

## P
- Carlos Pace, (1944-1977; Formula 1)
- Nelson Piquet, (1952-; Formula 1)
- Nelson Piquet Jr, (1985-; Formula 1)

## R
- Alex Ribeiro, (1948-; Formula 1)
- Ricardo Rosset, (1968-; Formula 1)

## S
- Ayrton Senna, (1960-1994; Formula 1)
- Bruno Senna, (1983-; Formula 1)

## U
- Luiz Fernando Uva, (1977-; Formula 3)

## Z
- Ricardo Zonta, (1976-; Formula 1 in FIA GT Championship)